# Anaplectella jacobsoni
Anaplectella jacobsoni är en kackerlacksart som beskrevs av Morgan Hebard 1929. Anaplectella jacobsoni ingår i släktet Anaplectella och familjen småkackerlackor. Inga underarter finns listade i Catalogue of Life.